# Stumble into Grace
Stumble into Grace es el vigésimo primer álbum de estudio de la cantante estadounidense Emmylou Harris, publicado por la compañía discográfica Nonesuch Records en septiembre de 2003. Al igual que su predecesor, Red Dirt Girl, incluyó en su mayoría canciones compuestas por Harris, en lugar de versiones de otros artistas. Alcanzó la sexta posición en la lista de álbumes country de Billboard y el puesto 58 en la lista general Billboard 200.

## Lista de canciones
Todas las canciones escritas y compuestas por Emmylou Harris excepto donde se anota.
1. "Here I Am" – 3:47
2. "I Will Dream" (Harris, Kate McGarrigle, Anna McGarrigle) – 5:00
3. "Little Bird" (Harris, Kate McGarrigle, Anna McGarrigle) – 3:14
4. "Time in Babylon" (Harris, Jill Cunniff) – 4:37
5. "Can You Hear Me Now" (Harris, Malcolm Burn) – 5:37
6. "Strong Hand" – 3:16
7. "Jupiter Rising" (Harris, Paul Kennerley) – 3:03
8. "O Evangeline" – 5:41
9. "Plaisir d'Amour" (Tradicional) – 2:22
10. "Lost Unto This World" (Harris, Daniel Lanois) – 4:34
11. "Cup of Kindness" – 3:55

## Personal
- Emmylou Harris - voz, guitarra acústica y bajo.
- Tony Hall - bajo, guitarra y coros.
- Brady Blade - batería y coros.
- Ethan Johns - batería y guitarra eléctrica.
- Julie Miller - coros.
- Jane Siberry - coros.
- Malcolm Burn - bajo, guitarra eléctrica, piano, percusión, Fender Rhodes, armónica, órgano y coros.
- Buddy Miller - guitarras.
- Kate McGarrigle - acordeón, guitarra acústica y coros.
- Anna McGarrigle - acordeón y coros.
- Daryl Johnson - percusión, bajo y coros.
- Daniel Lanois - pedal steel guitar y coros.
- Bernie Leadon - guitarra eléctrica.
- Linda Ronstadt - coros.
- Kevin Salem - coros.
- Colin Linden - guitarra eléctrica.
- Gillian Welch - coros.
- Jill Cunniff - coros.

## Posición en listas
| País           | Lista           | Posición |
| -------------- | --------------- | -------- |
| Estados Unidos | Country Albums  | 6        |
| Estados Unidos | Billboard 200   | 58       |
| Reino Unido    | UK Albums Chart | 52       |